# Göttlesbrunn-Arbesthal
Göttlesbrunn-Arbesthal là một thị trấn ở huyện Bruck an der Leitha trong bang Niederösterreich ở nước Áo. Đô thị này có diện tích 26,15 km², dân số năm 2001 là 1311 người.